# Персидский всадник

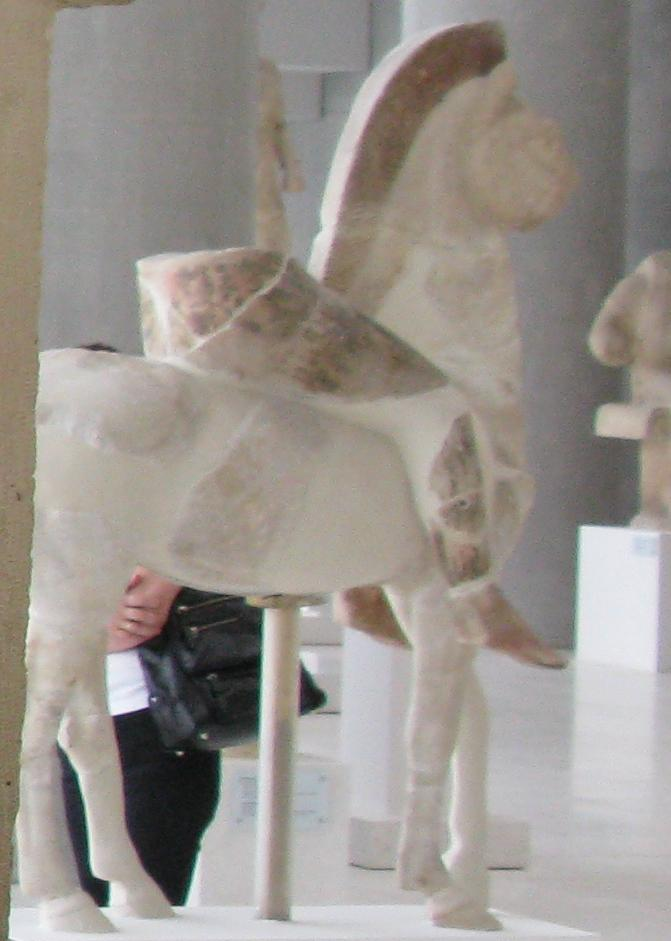

Персидский всадник (гр.Πέρσης ιππέας) — один из экспонатов Музея Акрополя, найден в 1886 году германским археологом Францем Студницка (1860-1929) на территории Афинского Акрополя в районе Эрехтейона.
Фигура всадника сделана из белого мрамора и по деталям вооружения отождествляется с персидскими или скифскими конными войнами.